# Alekszandr Genrihovics Borogyuk
Alekszandr Genrihovics Borogyuk (oroszul: Александр Генрихович Бородюк; Voronyezs, 1962. november 30. –) orosz labdarúgóedző, korábban szovjet és orosz válogatott labdarúgó.

## Pályafutása

### Klubcsapatban
Pályafutását szülővárosában, Voronyezsben kezdte. 1982-ben a Gyinamo Moszkvához került, mellyel 1984-ben megnyerte a szovjet kupát, 1986-ban és 1988-ban pedig gólkirályi címet szerzett. Ebben az időszakban csapattársa volt többek között Valerij Gazzajev, Igor Dobrovolszkij és Igor Kolivanov. Miután Anatolij Bisovec lett a Gyinamo edzője kikerült a kezdőcsapatból és távozott a bundesligaban szereplő Schalke 04 csapatához, melynek 1989 és 1993 között a legeredményesebb játékosa volt. 1994 januárjában távozott az SC Freiburghoz. Az 1994–95-ös szezonban mindössze 7 alkalommal lépett pályára és a harmadik helyen végeztek. 1995 októberében a másodosztályban szereplő Hannover 96 igazolta le.
34 évesen visszatért Oroszországba a Lokomotyiv Moszkva együtteséhez. A Lokomotyivval 1997-ben bejutott az UEFA-kupa elődöntőjébe és megnyerte az orosz kupát. Később játszott még a Torpedo-Zil Moszkva és a Krilja Szovetov Szamara csapataiban is. 2000-ben, 38 évesen vonult vissza.

### A válogatottban
1989 és 1991 között 7 alkalommal szerepelt a szovjet válogatottban és 1 gólt szerzett. Tagja volt az 1988. évi nyári olimpiai játékokon aranyérmet nyerő válogatottnak. Részt vett az 1990-es világbajnokságon. 1992 és 1994 között 8 alkalommal játszott az orosz válogatottban és 4 gólt szerzett. Részt vett az 1994-es világbajnokságon.

### Edzőként
A 2001–02-es szezonban kezdett edzősködni a Krilja Szovetov Szamara csapatánál segédedzőként. 2002 és 2005 között az orosz válogatottnál látott el segédedzői feladatokat, 2005 és 2006 között megbízott szövetségi kapitány volt. 2005 és 2007 között az orosz U21-es válogatott szövetségi edzőként irányította. 2007 és 2012 között ismét segédedzői feladatokat látott el a felnőtt válogatottnál. Ezt követően sportigazgatóként dolgozott a Gyinamo Moszkvánál. A 2013–14-es idényben a Torpedo Moszkva, a 2015–16-os idényben a Kajrat Almati vezetőedzője, 2017 és 2018 között a kazah válogatott szövetségi kapitánya volt.

## Sikerei, díjai

### Játékosként
Gyinamo Moszkva
- Szovjet kupa (1): 1984

Lokomotyiv Moszkva
- Orosz kupa (1): 1996–97

Szovjetunió
- Olimpiai bajnok (1): 1988

Egyéni
- A szovjet bajnokság gólkirálya (1): 1986 (21 gól), 1988 (16 gól)

### Edzőként
Kajrat Almati
- Kazah kupa (1): 2015
- Kazah szuperkupa (1): 2016

## Külső hivatkozások
- Alekszandr Genrihovics Borogyuk – a FIFA adatbázisában
- Alekszandr Borogyuk adatlapja a National-Football-Teams.com oldalon (angolul)

- Alekszandr Borogyuk. eu-football.info
- Alekszandr Borogyuk (orosz nyelven). rusteam.permian.ru
- Alekszandr Genrihovics Borogyuk profilja az Olympedia oldalán (angolul)